# Вільянуева-де-Кастельйон
Вільянуева-де-Кастельйон, Кастельйо-де-ла-Рібера (ісп. Villanueva de Castellón (офіційна назва), валенс. Castelló de la Ribera) — муніципалітет в Іспанії, у складі автономної спільноти Валенсія, у провінції Валенсія. Населення — 7686 осіб (2010).

## Географія
Муніципалітет розташований на відстані близько 310 км на південний схід від Мадрида, 46 км на південь від Валенсії.

## Демографія
Динаміка населення (INE ):

## Галерея зображень

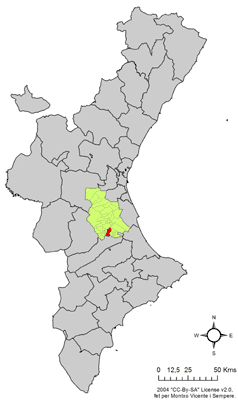
Розташування муніципалітету у автономній спільноті Валенсія
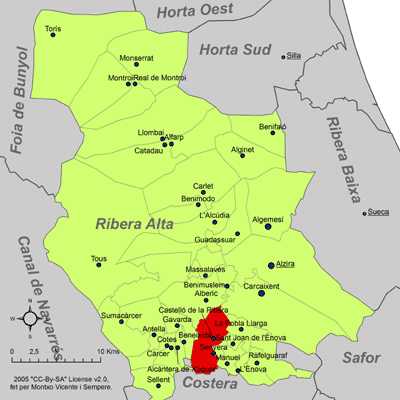
Розташування муніципалітету Вільянуева-де-Кастельйон у комарці Рібера-Альта